# Dzień Dziecka

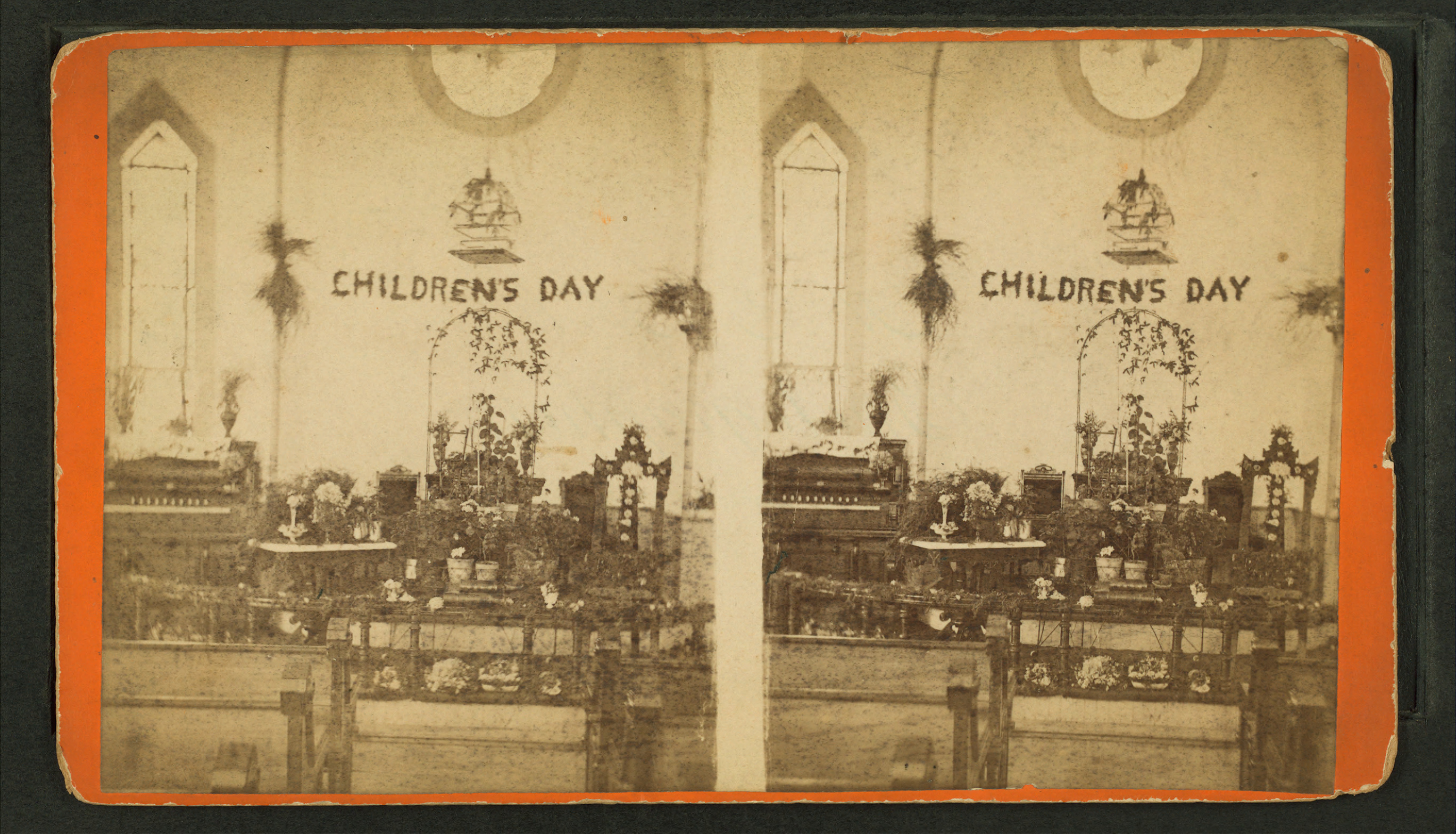
Dzień Dziecka, Nebraska (USA), przed 1920

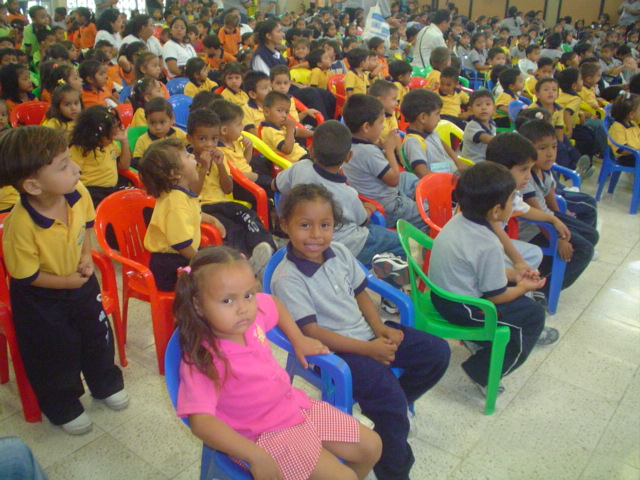
Día del Niño w sali konferencyjnej w Centro Polifuncional w Guayaquil

Międzynarodowy Dzień Dziecka (MDD) – dzień ustanowiony w 1954 przez Zgromadzenie Ogólne Organizacji Narodów Zjednoczonych (ONZ) dla upowszechniania ideałów i celów dotyczących praw dziecka zawartych w Karcie Narodów Zjednoczonych (1945) i obchodzony od 1955 w różne dni roku w różnych krajach członkowskich ONZ; w Polsce MDD obchodzony jest 1 czerwca.

## W Polsce
W Polsce i innych byłych państwach socjalistycznych Międzynarodowy Dzień Dziecka obchodzony jest od 1950 w dniu 1 czerwca. Po raz pierwszy zorganizowano go w związku z akcją zbierania podpisów pod Apelem sztokholmskim. Od 1952 stało się świętem stałym. Jego inicjatorem jest organizacja zwana International Union for Protection of Childhood, której celem było zapewnienie bezpieczeństwa dzieciom z całego świata. Od 1994 tego dnia w Warszawie obraduje Sejm Dzieci i Młodzieży.
Z okazji Dnia Dziecka w szkołach często obchodzony jest dzień sportu; np. poprzez organizowanie rozgrywek międzyklasowych.
Przed II wojną światową z inicjatywy Polskiego Komitetu Opieki nad Dzieckiem od 1929 roku w dniu 22 września obchodzono Święto Dziecka. Tego dnia po mszach w kościołach dzieci udawały się do szkół na uroczyste akademie, a następnie na przygotowane wycieczki i zabawy, w czasie których rozdawano słodycze, zakupione ze środków pozyskanych ze zbiórek publicznych.

## Na świecie
| Zakres                            | Data         | Nazwa                                      | Uwagi |
| --------------------------------- | ------------ | ------------------------------------------ | --- |
| Organizacja Narodów Zjednoczonych | 20 listopada | Powszechny Dzień Dziecka                   | Obchodzony w rocznicę uchwalenia Deklaracji praw dziecka z roku 1959 oraz Konwencji o prawach dziecka z roku 1989. Ustanowiony rezolucją Zgromadzenia Ogólnego ONZ 838 (IX) z roku 1954.                                                              |
| Honduras                          | 10 września  | Día del niño                               | |
| Francja                           | 6 stycznia   | Święto Rodziny                             | |
| Japonia                           | 5 maja       | Kodomo-no Hi                               | Dawniej Dzień Chłopca (jap. Tango-no Sekku). Od roku 1948 święto narodowe – Dzień Dziecka (jap. Kodomo-no Hi). W dniu tym Japończycy wywieszają przed domami papierowe (lub wykonane z innego materiału) karpie zwane koi-nobori albo satsuki-nobori. |
| Japonia                           | 3 marca      | Hinamatsuri                                | Dzień Lalek. Święto Dziewcząt. |
| Paragwaj                          | 16 sierpnia  |                                            | Obchodzony w rocznicę bitwy o Acosta Nu w roku 1869 (wojna paragwajska), podczas której zginęło wiele dzieci. |
| Turcja                            | 23 kwietnia  | Narodowy dzień suwerenności i dzień dzieci | Obchodzony wraz ze Świętem Niepodległości upamiętnia otwarcie tureckiego zebrania w 1920 roku w czasie walki Turcji o niepodległość. Znaczenie Dnia Dzieci pochodzi z 1929 roku z inicjatywy „Instytucji ochrony dziecka”.                            |

## Święta pokrewne

### Międzynarodowy Dzień Dzieci-Żołnierzy(12 lutego)
Od 2002 roku obchodzony jest 12 lutego Międzynarodowy Dzień Dzieci-Żołnierzy, ang. International Children’s Day-Soldiers, zapoczątkowany kampanią „Red Hand Day”. Data nie jest przypadkowa (12 lutego 2002) – tego dnia wszedł w życie Fakultatywny Protokół do Konwencji Praw Dziecka o zakazie wykorzystywania dzieci (osób poniżej 18. roku życia), jako żołnierzy w konfliktach zbrojnych. Symbolem dnia jest czerwona ręka.

### Międzynarodowy Dzień Dzieci Ulicy(12 kwietnia)
Międzynarodowa kampania na rzecz dzieci ulicy, aby ich prawa nie były ignorowane. Kampanię prowadzi konsorcjum CSC, (ang.) Consortium for Street Childern, przy wsparciu Avivy i członków CSC, którzy pracują w ponad 130 krajach na całym świecie.

### Międzynarodowy Dzień Dziecka Zaginionego(25 maja)
25 maja 1979 roku na Dolnym Manhattanie w dzielnicy SoHo w Nowym Jorku zaginął 6-letni Etan Kalil Patz. Chłopiec tego dnia po raz pierwszy miał sam dotrzeć do szkoły. Nie pojawił się w niej już nigdy. Nie dotarł nawet na przystanek, znajdujący się w pobliżu jego mieszkania, z którego odchodził szkolny autobus. Wydawało się, że dosłownie zapadł się pod ziemię. Poszukiwania chłopca poruszyły całą społeczność Stanów Zjednoczonych. Wizerunek Etana był m.in. publikowany w całych Stanach na kartonach z mlekiem. Działania poszukiwawcze za zaginionym chłopcem były prowadzone na skalę międzynarodową. Ostatecznie w 2001 r. chłopiec został uznany oficjalnie za zmarłego. W 1983 roku ówczesny Prezydent Stanów Zjednoczonych Ronald Reagan ustanowił dzień zaginięcia chłopca, tj. 25 maja Międzynarodowym Dniem Dziecka Zaginionego. Dlatego też każdego roku, tego właśnie dnia, celem zwrócenia uwagi na zjawisko zaginięć dzieci, wszystkie kraje na świecie, w tym również Polska, podejmują działania na rzecz upamiętnienia powyższego zdarzenia.
W Polsce obchodzony on jest od 2004 roku, pod patronatem Fundacji Itaka. Symbolem dnia jest niebieski kwiat niezapominajki.

### Dzień Dzieci Będących Ofiarami Agresji(4 czerwca)
Decyzja o ustanowieniu corocznych obchodów tego dnia zapadła podczas specjalnej sesji Zgromadzenia Ogólnego ONZ 19 sierpnia 1982 roku (rezolucja ES-7/8). Sesja ta była poświęcona kwestii palestyńskiej oraz izraelsko-palestyńskiemu konfliktowi zbrojnemu. Zgromadzenie Ogólne zdecydowało się ustanowić ten dzień „wstrząśnięte ogromną liczbą palestyńskich i libańskich dzieci zabitych podczas dokonywanych przez Izrael aktów agresji”.

### Światowy Dzień Sprzeciwu wobec Pracy Dzieci(12 czerwca)
Dzień ten został ustanowiony przez MOP (ang. ILO), międzynarodową organizację afiliowaną przy ONZ celem ograniczenia wyzysku dzieci i przestrzegania konwencji MOP nr 182 w sprawie najcięższych form pracy dzieci i konwencji MOP nr 138 w sprawie minimalnego wieku zatrudnienia. Pierwszy Dzień obchodzono 12 czerwca 2002 roku.

### Dzień Dziecka Afrykańskiego(16 czerwca)
Day of the African Child – święto obchodzone corocznie 16 czerwca od 1991 roku. Inicjatorem obchodów była Organizacja Jedności Afrykańskiej (obecnie Unia Afrykańska) w zespół z organizacją UNICEF-u. Dzień ten przypomina masakry dzieci w Soweto koło Johannesburga w Południowej Afryce, dokonane w r. 1976 przez tamtejszy reżim rasistowski, gdy tysiące czarnoskórych dzieci wyszło 16 czerwca na ulicę w proteście przeciw niskiemu poziomowi edukacji i żądając prawa do nauki w swoim języku. Policja zastrzeliła wtedy wiele chłopców i dziewcząt, a w ciągu kolejnych dwóch tygodni zajść zabiła w sumie ponad sto osób, a ponad tysiąc zraniła.

### Dzień Dziewczynek (Dziewcząt)(11 października)
19 grudnia 2011 roku Zgromadzenie Ogólne Narodów Zjednoczonych przyjęło Rezolucję 66/170, by ogłosić dzień 11 października Międzynarodowym Dniem Dziewczynki, uznając ich prawa oraz szczególne wyzwania, przed jakimi stoją na całym świecie.

### Dzień Pamięci Dzieci Nienarodzonych i Zmarłych(15 października)
W Stanach Zjednoczonych od 1988 roku 15 października obchodzony jest Dzień Pamięci Dzieci Nienarodzonych i Zmarłych.
Od 2004 roku, z inicjatywy Organizacji Rodziców po Stracie oraz Rodziców Dzieci Chorych „Dlaczego”, w Polsce tego samego dnia obchodzony jest Dzień Dziecka Utraconego.

### Międzynarodowy Dzień Zapobiegania Przemocy wobec Dzieci(19 listopada)
Obchodzony z inicjatywy Fundacji „Światowy Szczyt Kobiet”, WWSF. Organizatorzy obchodów wskazują przede wszystkim na seksualny aspekt przemocy wobec dzieci.